# 西南水苏
西南水苏（学名：Stachys kouyangensis）为唇形科水苏属下的一个种。

## 扩展阅读
- 維基物種上的相關：西南水苏